# Глизе 12
Глизе 12 (GJ 12) — красный карлик в созвездии Рыб. Находится на расстоянии 39,7 световых лет (12,2 парсека) от Солнца.
Его масса составляет около 0,24 M☉, радиус — 0,26 R☉. Температура поверхности — 3296 K. Это неактивная звезда, вокруг которой обращается, как минимум, одна экзопланета.

## Планетная система
Экзопланета Глизе 12 b была обнаружена транзитным методом с помощью телескопа TESS, и в мае 2024 года были опубликованы два независимых исследования, подтверждающих её существование. Глизе 12 b по размерам похожа на Землю и Венеру и совершает полный оборот вокруг своей звезды каждые 12,8 суток.
Изначально её масса была плохо измерена, но было установлено, что она составляет менее 4 M🜨. Измерения, полученные в ходе исследований 2025 года, дали значения массы 0,71 и 0,95 M🜨. В последнем исследовании также был измерен радиус планеты 0,934 R🜨 и обнаружена плотность 7,0+2,3
−2,1 г/см³, что выше плотностей планет земной группы Солнечной системы. Это предполагает, вероятно, каменистый состав, подобный Венере. В то же время в предыдущем исследовании использовался радиус, указанный в работе об открытии (0,958 R🜨), и была измерена более низкая плотность, что накладывает меньше ограничений на её химический состав. Возможны такие сценарии, как землеподобный состав, состав с преобладанием летучих компонентов, бедный железом или даже их комбинация.
Наряду с планетами TRAPPIST-1 и LHS 1140 b, Глизе 12 b является одной из ближайших известных относительно умеренных транзитных экзопланет и, следовательно, перспективной целью для космического телескопа «Джеймс Уэбб», чтобы определить, сохранила ли она атмосферу. Орбита Глизе 12 b находится немного ближе к внутреннему краю обитаемой зоны своей звезды, а её инсоляция находится между инсоляцией Земли и Венеры. Её равновесная температура, при нулевом альбедо, составляет 315 K; если у неё есть атмосфера, температура поверхности должна быть выше. Если предположить, что альбедо аналогично Венере, равновесная температура составит 218 K.